# Orchestra Filarmonica Janáček
L'Orchestra Filarmonica Janáček (in ceco: Janáčkova filharmonie Ostrava) è un'orchestra ceca con sede a Ostrava, Repubblica Ceca. Intitolata al compositore Leoš Janáček, l'orchestra esegue i suoi concerti presso il Centro Culturale della Città di Ostrava.

## Storia
Le radici dell'orchestra risalgono al 1929, con la costituzione di un'orchestra radiofonica a Ostrava. Nel 1954, l'orchestra fu formalmente costituita con il nome di Orchestra Sinfonica di Ostrava, con Otakar Pařík come primo direttore principale con quel nome e tenne il suo primo concerto con quel nome il 3 maggio 1954. Nel 1962 l'orchestra cambiò nome in Státní filharmonie Ostrava (Orchestra Filarmonica di Stato di Ostrava), all'epoca con Václav Jiráček come direttore principale.
Nel 1971 l'orchestra cambiò il suo nome nella sua forma attuale, la Janáčkova filharmonie Ostrava (Filarmonica Janáček di Ostrava). Negli anni '90 l'orchestra pose in primo piano l'esecuzione della musica contemporanea, comprese le interpretazioni di opere di compositori come Earle Brown, John Cage, Maria de Alvear, Morton Feldman, Petr Kotik, Alvin Lucier, Pauline Oliveros, Somei Satoh, Martin Smolka, Karlheinz Stockhausen, Tōru Takemitsu, Edgard Varèse e Christian Wolff.
Il direttore principale più recente è stato Heiko Mathias Förster, dal 2014 al 2019. Nel dicembre 2018 Vassily Sinaisky ha diretto per la prima volta l'orchestra come ospite. È tornato per un secondo incarico come ospite all'inizio della stagione 2019-2020. Nell'aprile 2020 l'orchestra ha annunciato la nomina di Sinaisky come prossimo direttore principale, a partire dalla stagione 2020-2021. Il direttore ospite principale dell'orchestra è Petr Popelka, a partire dalla stagione 2020-2021.

## Direttori titolari
- Otakar Pařík (1954-1955)
- Jiří Waldhans (1955-1962)
- Václav Jiráček (1962-1966)
- Josef Daniel (1966-1968)
- Otakar Trhlík (1968-1987)[2]
- Tomáš Koutník (1987-1990)
- Dennis Burkh
- Leoš Svárovský (1991-1993)
- Christian Arming (1996-2002)
- Petr Vronský (2002-2004)[3]
- Theodore Kuchar (2005-2012)
- Heiko Mathias Förster (2014-2019)
- Vassily Sinaisky (designato, effettivo dal 2020)